# شیلات
شیلات (به انگلیسی: Fisheries, Fishery) عبارت از مجموعه علومی است که به شناسایی، بوم‌شناسی، تکثیر و پرورش، صید و بهره‌برداری، نگهداری آبزیان می‌پردازد. واژه «شیل» گیلکی برگرفته از نام نوعی دام ماهیگیری مرداب است. از مهم‌ترین حوزه‌های تخصصی شیلات که مجموعاً علوم و مهندسی شیلات نامیده می‌شوند، می‌توان به موارد زیر اشاره نمود:
1. ماهی‌شناسی.
2. تکثیر و پرورش.
3. لیمنولوژی یا بوم‌شناسی آب شیرین.
4. بوم‌شناسی دریاها.
5. صید و بهره‌برداری (ماهیگیری صنعتی).
6. فرآوری محصولات شیلاتی.
7. تغذیه آبزیان پرورشی.

در حال حاضر در ایران رشتهٔ علوم و مهندسی شیلات زیر نظر دانشکده منابع طبیعی در سه مقطع کارشناسی، کارشناسی‌ارشد و دکتری در چهار گرایش زیر در حال تدریس می‌باشد:
1. تکثیر و پرورش آبزیان
2. بوم‌شناسیآبزیان
3. فرآوری محصولات‌شیلاتی
4. صید آبزیان